# 鲁比娜·阿里·库雷希
鲁比娜·阿里·库雷希 （Rubina Ali，1999年1月21日—），是一位印度女演员，曾在2008年的电影《贫民窟的百万富翁》中出演儿童时期的拉蒂卡一角，随后在2009年的宝莱坞电影《预见未来的人》中出演角色。

## 荣誉
2008年，因在《贫民窟的百万富翁》中的演出表现，她被提名为2008年黑卷轴奖的最佳配角。
2009年，因在《贫民窟的百万富翁》中的演出表现，她获得美国演员工会奖最佳电影群体演出奖。